# Князівство Тринідад
Князівство Тринідад — короткочасна невизнана держава, проголошена в 1893 році, коли американець Джеймс Гарден-Гікі оголосив право на безлюдні острови Тріндад у Південній Атлантиці. Він оголосив себе Яковом I, князем Тринідаду і мав намір, щоб острови під його керівництвом стали військовою диктатурою. На той час це була нічія територія, як згодом стала спірною між Великою Британією та Бразилією. Тепер острови є частиною Бразилійського штату Еспіріту-Санту на південному сході Бразилії.

## Ім'я
Оригінальна назва острова, Тріндаді, португальською означає «трійця»; Тринідад є іспанським однорідним словом. Незрозуміло, чому Гарден-Гіклі вирішив перекласти назву з португальської на іспанську, а не з англійської. Раніше сусідній острів Вознесіння, коли він перейшов до Великої Британії, було перейменовано з оригінальної португальської назви Ascensão.

## Історія
Під час подорожі до Тибету перед одруженням Гарден-Гікі помітив крихітний острів Тріндаде в південній частині Атлантичного океану, на який ніколи не претендувала жодна країна і який юридично була terra nullius. У 1893 році, бажаючи незалежної держави, де він міг би служити її правителем, він захопив острів і проголосив себе Яковом I, князем Тринідаду.

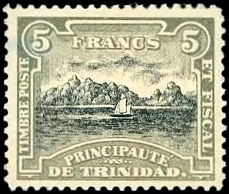
Марка Князівства Тринідад, 5f, 1893

Князь розробив поштові марки, національний прапор і герб, заснував лицарський орден Хрест Тринідаду. Для перевезення колоністів він купив шхуну, призначив пана Ле графа де ла Буасьєра державним секретарем і відкрив консульство на 217 Вест-36-й вулиці в Нью-Йорку. Для фінансування будівництва інфраструктури на острові він почав випускати державні облігації.
У липні 1895 року островом спробували заволодіти британці, обґрунтовуючи свої претензії візитом 1700 року англійського астронома Едмунда Галлея. Британці планували використовувати острів як станцію телеграфного кабелю. Проте бразильські дипломатичні зусилля разом із підтримкою Португалії  висунули успішну претензію на суверенітет Бразилії, заснований на відкритті острова в 1502 році португальськими мореплавцями.
Щоб продемонструвати суверенітет над островом, штат Еспіріту-Санту, до якого юридично почали входити острови, 24 січня 1897 року побудував на них пам'ятку.

### Сьогодні
Сьогодні Бразилія відзначає свою присутність постійною базою ВМС Бразилії на головному острові.